# Norrsjön (Löa, Ramsbergs socken, Västmanland)
Norrsjön är en sjö i Lindesbergs kommun och Ljusnarsbergs kommun i Västmanland och ingår i Norrströms huvudavrinningsområde. Sjön har en area på 2,97 kvadratkilometer och ligger 96 meter över havet. Sjön avvattnas av vattendraget Arbogaån.
Norrsjön förekommer på karta första gången 1662 ('Norre Siö').

## Delavrinningsområde
Norrsjön ingår i det delavrinningsområde (663212-146223) som SMHI kallar för Utloppet av Norrsjön. Medelhöjden är 181 meter över havet och ytan är 31,41 kvadratkilometer. Räknas de 30 avrinningsområdena uppströms in blir den ackumulerade arean 727,04 kvadratkilometer. Arbogaån som avvattnar avrinningsområdet har biflödesordning 2, vilket innebär att vattnet flödar genom totalt 2 vattendrag innan det når havet efter 243 kilometer. Avrinningsområdet består mestadels av skog (69 procent) och jordbruk (10 procent). Avrinningsområdet har 2,96 kvadratkilometer vattenytor vilket ger det en sjöprocent på 9,4 procent.